# Kylie (album)
Kylie je první studiové album australské zpěvačky Kylie Minogue, vydané 4. července 1988 hudebním vydavatelstvím PWL, Mushroom Records a Geffen Records. Album bylo produkováno Stock, Aitken & Waterman, který je i devět z deseti písní na albu.

## Seznam skladeb
| Pořadí | Název                    | Autor                     | Délka |
| ------ | ------------------------ | ------------------------- | ----- |
| 1.     | I Should Be So Lucky     |                           | 3:24  |
| 2.     | The Loco-Motion          | Gerry Goffin, Carole King | 3:14  |
| 3.     | Je Ne Sais Pas Pourquoi  |                           | 4:01  |
| 4.     | It's No Secret           |                           | 3:58  |
| 5.     | Got to Be Certain        |                           | 3:18  |
| 6.     | Turn It into Love        |                           | 3:37  |
| 7.     | I Miss You               |                           | 3:14  |
| 8.     | I'll Still Be Loving You |                           | 3:51  |
| 9.     | Look My Way              |                           | 3:36  |
| 10.    | Love at First Sight      |                           | 3:08  |